# Francisco Flores
Cet article possède des homonymes et des paronymes, voir Flores.
Francisco Guillermo Flores Pérez, né le 17 octobre 1959 à Santa Ana et mort le 30 janvier 2016 à San Salvador, est un homme d'État salvadorien. Membre de l'Alliance républicaine nationaliste (ARENA), il est président du Salvador de 1999 à 2004.

## Biographie
Il étudie la philosophie à l'Amherst College au Massachusetts et les sciences politiques à Oxford et à Harvard.

### Présidence
Durant sa présidence, il participe à l'occupation de l'Irak avec l'envoi d'un contingent militaire symbolique pour soutenir les États-Unis.
En janvier 2001, le dollar américain (USD) devient la devise officielle du pays. Les immigrés du pays vivant aux États-Unis envoient alors 1 milliard de dollars au San Salvador chaque année. À la suite du terrible tremblement de terre de mars 2001, il obtient des États-Unis un statut spécial pour les immigrés illégaux du San Salvador vivant sur le sol américain, rappelant que ces derniers sont instrumentaux dans l'équilibre financier du San Salvador.
Son mandat est marqué par une élévation sans précédent du taux d'homicides, qui double entre 2002 et 2006. Il est accusé d'avoir détourné vers des comptes bancaires à l'étranger quinze millions de dollars d'aides internationales (envoyées à la suite du tremblement de terre de 2001).
En 2004, un autre membre de son parti, Elías Antonio Saca González, lui succède à la présidence.

### Post-présidence
Il meurt d'une hémorragie cérébrale à l'âge de 56 ans en 2016.
En octobre 2021, son nom est cité dans les Pandora Papers. Il a été le bénéficiaire de plusieurs sociétés créées au Panama en 2005 et dans les îles Vierges britanniques en 2006.

## Décorations
- Grand-croix de l'ordre de Grimaldi (20 juillet 2001)[9]